# Frances
Frances (em inglês:  Frances) é um filme norte-americano de 1982, do género drama biográfico, dirigido por Graeme Clifford e baseado na vida da atriz Frances Farmer.

## Sinopse
Em Seattle, na época da Grande Depressão nos Estados Unidos, Frances, uma jovem de dezesseis anos se destaca ao participar de um concurso literário. Com o passar do tempo, ela segue carreira como atriz de teatro, mas enfrenta resistência da sua mãe e acusações de ser comunista. Ao retornar de uma viagem à Rússia, ela vai trabalhar no cinema, mas desentende-se com os executivos de Hollywood e sua vida vai-se tornando um inferno e a principal causadora da sua desgraça é sua própria mãe.

## Elenco
- Jessica Lange ....  Frances Farmer
- Kim Stanley ....  Lillian Farmer
- Sam Shepard ....  Harry York
- Bart Burns ....  Ernest Farmer
- Jordan Charney ....  Harold Clurman
- Donald Craig ....  Ralph Edwards
- Sarah Cunningham ....  Alma Styles
- Jeffrey DeMunn .... Clifford Odets
- Patricia Larson .... Sra. Hillier
- Rod Colbin ....  Martoni Kaminski
- Christopher Pennock (Dick Steele)
- Daniel Chodos ....  diretor
- James Brodhead ....  sargento
- Jonathan Banks ....  mochileiro
- Bonnie Bartlett ....  estilista
- Kevin Costner .... Luther
- Anjelica Huston .... paciente

## Prémios e indicações
Oscar 1983 (EUA)
- Recebeu duas indicações nas categorias de Melhor Atriz (Jessica Lange) e Melhor Atriz Coadjuvante (Kim Stanley).

Globo de Ouro 1983 (EUA)
- Recebeu duas indicações nas categorias de Melhor Atriz - Drama (Jessica Lange) e Melhor Atriz Coadjuvante (Kim Stanley).

Festival de Moscou 1983 (Rússia)
- Ganhou o prémio de Melhor Atriz (Jessica Lange).